# Paul Matschie
Georg Friedrich Paul Matschie (11. srpna 1861 Brandenburg an der Havel – 7. března 1926 Friedenau) byl německý zoolog, odborník na systematiku a proslulý popularizátor vědy.
Studoval matematiku a přírodní vědy na Univerzitě v Halle a na berlínské Humboldtově univerzitě, avšak nepodařilo se mu získat doktorát. Pak nastoupil na Museum für Naturkunde, zpočátku byl neplaceným asistentem ornitologa Jeana Cabanise a živil se jako soukromý učitel. Roku 1890 získal v muzeu stálý pracovní poměr, v roce 1895 se stal kurátorem a v roce 1924 zástupcem ředitele. V roce 1902 mu byla udělena profesura.
Byl tajemníkem Německé ornitologické společnosti a organizátorem mezinárodního zoologického kongresu, který se v Berlíně konal roku 1901. Působil v redakci časopisu Natur und Haus a psal texty o zvířatech pro sběratelské série firmy Stollwerck. Spolupracoval na knize Ludwiga Hecka Das Tierreich. 
Věnoval se zoogeografii a přišel s tvrzením, že distribuce druhů se řídí podle říčních povodí. Později tuto koncepci přehodnotil a hledal v mapách areálů živočichů geometrické zákonitosti, což Ernst Schwarz označil za posun od přírodních věd k mysticismu. V závěru života se Matschie také přiklonil ke kreacionismu. 
Zabýval se taxonomií a jako první určil roku 1903 gorilu východní. Byl také prvním zoologem, který označil slona pralesního za samostatný druh. Popsal i další druhy živočichů jako např. šupinatka Zenkerova, kočkodan zlatý a chameleon arabský. Je po něm pojmenován klokan Matschieův (Dendrolagus matschiei), komba hnědá (Galago matschiei) a druh gekona Hemidactylus matschiei.